# Amip

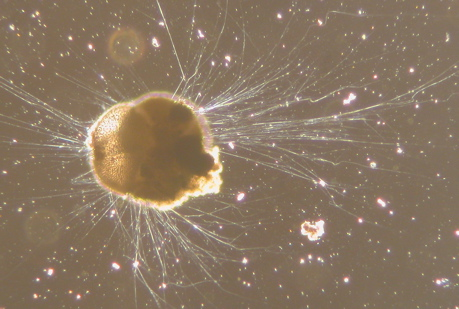
Loài trùng lỗ Ammonia tepida

Amip (bắt nguồn từ từ tiếng Pháp amibe /amib/), còn được viết là a-míp, cũng còn được gọi là trùng biến hình hoặc trùng chân giả là các dạng sự sống đơn bào có đặc trưng là hình dáng không theo quy luật nhất định.

## Cấu trúc
Các sinh vật dạng amip (amoeboid) di chuyển bằng cách sử dụng các chân giả, là những chỗ phình ra của tế bào chất.
Các loài amip hô hấp bằng cách sử dụng toàn bộ màng tế bào của chúng, phần thường xuyên được ngâm chìm trong nước. Lượng nước dư thừa có thể chui vào trong cơ chất tế bào chất (cytosol). Các amip có một không bào có thể co lại để đẩy lượng nước thừa ra ngoài.
Nguồn thực phẩm thay đổi ở các loài chân rễ (Rhizopoda). Chúng có thể tiêu thụ vi khuẩn hay các sinh vật nguyên sinh khác. Một số loài là dạng ăn mảnh vụn và chúng ăn vật chất hữu cơ chết. Chúng giơ cặp chân giả ra để ôm lấy thức ăn. Chúng hợp nhất lại để tạo ra một không bào thức ăn để sau đó hợp nhất với tiêu thể (lysosome) nhằm bổ sung các hóa chất tiêu hóa. Thức ăn không tiêu hóa được đẩy ra tại màng tế bào.
Các amip sử dụng các chân giả để di chuyển và kiếm ăn. Các chân giả được cung cấp lực bởi các vi sợi linh động gần màng. Các vi sợi này bao gồm ít nhất là 50% khung xương tế bào. Các phần khác là cứng hơn và bao gồm các sợi trung gian và các vĩ quản. Những phần này không được sử dụng trong chuyển động của amip, mà là các bộ xương cứng mà trên đó thì các cơ quan tử được đỡ hay có thể di chuyển.
Lớp vỏ của các amip thường chứa calci. Các loại protein hay vật chất khác được tổng hợp bên trong tế bào và xuất ra ngay bên ngoài màng tế bào.
Các loài amip dường như là có quan hệ với 2 nhóm sinh vật nguyên sinh trông tương tự như nấm. Hai nhóm này là Myxogastria (niêm khuẩn hợp bào) và Acrasidae (niêm khuẩn tế bào). Hai nhóm sinh vật này sử dụng di chuyển kiểu amip trong giai đoạn tìm kiếm thức ăn của mình. Nhóm thứ nhất về cơ bản là một amip lớn nhiều nhân, trong khi nhóm thứ hai sống đơn độc cho tới khi hết thức ăn; trong đó một tập đoàn chứa các sinh vật này vận hành như là một khối. Bên cạnh đó, Myxogastria cũng sử dụng các giao tử kiểu amip.

## Sự đa dạng
Chúng xuất hiện trong một loạt các nhóm khác nhau. Một số tế bào trong các động vật đa bào có thể là dạng amip, chẳng hạn như bạch cầu ở người, những tế bào tiêu diệt mầm bệnh. Nhiều sinh vật nguyên sinh cũng tồn tại như là các tế bào kiểu amip riêng rẽ, hoặc có dạng như vậy trong một khoảng thời gian nhất định nào đó trong vòng đời của chúng. Sinh vật nổi tiếng nhất như vậy có lẽ là Amoeba proteus; một phần là do tên gọi amoeba được sử dụng vì nhiều lý do khác nhau để miêu tả các họ hàng gần của nó hay các sinh vật khác trông tương tự như nó hoặc để chỉ amip nói chung.
Do bản thân các loài amip nói chung tạo thành nhóm đa ngành và lệ thuộc vào sự không chính xác nào đó trong định nghĩa, nên thuật ngữ "amip" không đưa ra sự nhận dạng cho một sinh vật, và tốt nhất nên hiểu như là sự miêu tả phương thức vận động.
Khi sử dụng theo nghĩa rộng, thuật ngữ này có thể bao gồm nhiều nhóm khác nhau. Một nguồn đưa ra tới 97 chi khác nhau. Các nguồn khác bao gồm ít hơn thế nhiều lần.
Trong các hệ thống phân loại cũ, các sinh vật kiểu amip đã từng được chia ra thành vài thể loại hình thái, dựa trên hình dạng và cấu trúc của các chân giả. Những loài nào với các chân giả được các mảng vi quản cân đối hỗ trợ thì gọi là trùng chân tia (Actinopoda). Những dạng nào không có cấu trúc như thế thì gọi là trùng chân rễ (Rhizopoda), và chúng được phân chia tiếp ra thành amip chân thùy (lobose), amip chân chỉ (filose) và amip chân lưới (reticulose). Bên cạnh đó còn có một nhóm kỳ dị bao gồm các amip lớn sống trong môi trường biển, gọi là Xenophyophorea (sinh vật vỏ tròn), không nằm trong thể loại nào liệt kê trên đây.
Các phân loại mới hơn dựa trên miêu tả theo nhánh học. Hiện tại, phần lớn các amip được gộp nhóm trong Amoebozoa hay Rhizaria. Tuy nhiên, trong các ngữ cảnh khi "amip" được định nghĩa lỏng lẻo hơn thì có nhiều loài amip thuộc về nhánh Excavata.
Các phân tích phát sinh chủng loài đặt các chi này trong các nhóm sau (không phải tất cả trong số này đều được tất cả các nguồn coi là amip):
| Nhóm                | Chi | Hình thái |
| ------------------- | --- | --- |
| Chromalveolata      | Heterokonta: Hyalodiscus, Labyrinthula Alveolata: Pfiesteria | - Hyalodiscus và Pfiesteria đôi khi được coi là có các đặc trưng kiểu amip. |
| Rhizaria            | Filosa: Gyromitus Endomyxa: Vampyrella | - Chân giả kiểu chân chỉ (Filosa): Các chân chỉ hẹp và thon búp măng. Phần lớn các loài amip chân chỉ, bao gồm tất cả các loài có sự tạo ra lớp vỏ, được đặt trong Cercozoa cùng với các loại trùng roi khác nhau nếu như chúng có xu hướng có các hình thái kiểu amip. Các amip chân chỉ trần trụi (không vỏ) cũng bao gồm cả Vampyrellidae. - Chân giả kiểu chân lưới (Endomyxa): Các chân lưới là các dải tế bào chất phân nhánh và hợp lại để tạo ra một mạng lưới. Chúng được tìm thấy ở Trùng lỗ (Foraminifera), một nhóm lớn chứa các sinh vật nguyên sinh sống ngoài biển, nói chung tạo ra các vỏ có nhiều ngăn. Chỉ có một ít loài amip chân lưới trần trụi, đáng chú ý có các loài trong họ Gymnophryidae, và các mối quan hệ của chúng là không chắc chắn. - Radiolaria từng là một phân nhóm của trùng chân tia (Actinopoda), hiện nay được gộp cùng Rhizaria. |
| Excavata            | Vahlkampfiidae: Naegleria, Neovahlkampfia, Paratetramitus, Paravahlkampfia, Psalteriomonas, Sawyeria, Tetramitus, Vahlkampfia, Willaertia Parabasalidea: Dientamoeba, Histomonas Khác: Stachyamoeba, Rosculus, Acrasis, Heteramoeba, Learamoeba, Macropharyngomonas, Monopylocystis, Stygamoeba | - Percolozoa, bao gồm các sinh vật nguyên sinh có thể chuyển đổi giữa 2 dạng amip và trùng roi. |
| Amoebozoa           | Lobosea: Acanthamoeba, Amoeba, Balamuthia, Chaos, Clydonella, Discamoeba, Echinamoeba, Filamoeba, Flabellula, Gephyramoeba, Glaeseria, Hartmannella, Hydramoeba, Korotnevella, Leptomyxa, Lingulamoeba, Mastigina, Mayorella, Metachaos, Neoparamoeba, Paramoeba, Polychaos, Phreatamoeba, Platyamoeba, Protoacanthamoeba, Rhizamoeba, Saccamoeba, Sappinia, Stereomyxa, Thecamoeba, Trichamoeba, Trichosphaerium, Unda, Vannella, Vexillifera Conosa: Endamoeba, Entamoeba, Hyperamoeba, Mastigamoeba, Mastigella, Pelomyxa | - Chân giả kiểu chân thùy (Lobosea): Các chân thùy tù, và có thể là một hay vài chân thùy trên mỗi tế bào, thường phân chia thành một lớp của ngoại chất trong suốt bao quanh nội chất có dạng hạt nhiều hơn. |
| Nucleariida         | Micronuclearia, Nuclearia | - Nucleariida dường như là họ hàng gần của động vật và nấm. |
| Không gộp/ không rõ | Adelphamoeba, Astramoeba, Cashia, Dactylamoeba, Dinamoeba, Flagellipodium, Flamella, Gibbodiscus, Gocevia, Gruberella, Hollandella, Iodamoeba, Malamoeba, Nollandia, Oscillosignum, Paragocevia, Parvamoeba, Pernina, Pontifex, Protonaegleria, Pseudomastigamoeba, Plaesiobystra, Rugipes, Striamoeba, Striolatus, Subulamoeba, Theratromyxa, Trienamoeba, Trimastigamoeba, Vampyrellium | |

Trong khi phần lớn các dạng hình thái đều có thể ánh xạ sang hệ thống phân loại hiện đại thì kiểu gộp nhóm mà trong các phân loại cũ gọi là "Actinopoda" lại là đa ngành. Các loài Actinopoda được phân chia ra thành Radiolaria và Heliozoa (bản thân nó là kiểu gộp nhóm đa ngành).

## Tương tác mầm bệnh với các sinh vật khác
Một vài dạng amip có thể gây ra bệnh cho các sinh vật khác:
- Entamoeba histolytica là nguyên nhân gây ra lị amip (amoebiasis).
- Naegleria fowleri ("amip ăn não") là loài bản địa nước ngọt có thể gây ra tử vong ở người nếu bị lây nhiễm theo đường mũi.
- Acanthamoeba có thể gây ra viêm giác mạc (keratitis) và viêm não (encephalitis) do amip gây ra ở người.
- Balamuthia mandrillaris là nguyên nhân gây ra viêm màng não do amip tiên phát (PAM hay PAME), thường dẫn tới tử vong.